# Michel Aglietta
Michel Aglietta (Chambéry, 18 de fevereiro de 1938 – Paris, 24 de abril de 2025) foi um economista marxista francês, atualmente professor de Economia da Universidade Paris X (Nanterre). 

## Carreira
Foi consultor científico do Centre d'Etudes Prospectives et d'Informations Internationales (CEPII) e foi membro do Institut Universitaire de France, de 2000 a 2005. 
Ex-aluno da École Polytechnique (turma de 1959) e da ENSAE ParisTech, foi membro do Cercle des économistes, de 1998 a 2006. De 1997 a 2003, foi membro do Conselho de Análise Econômica do Primeiro-ministro da França. É professor da HEC Paris. 
Sua tese de doutorado, Régulation du mode de production capitaliste dans la longue période - Prenant exemple des États-Unis (1870-1970), apresentada à Universidade Paris I (Panthéon-Sorbonne) em 1974, lançou os fundamentos da escola da regulação. Com Robert Boyer, Aglietta é considerado um dos fundadores da escola.
Aglietta foi especialista economia monetária internacional e conhecido por sua contribuição ao estudo das funções dos mercado financeiro.

## Principais trabalhos
- Régulation et crises du capitalisme, 1976-1997
- La Violence de la monnaie, com André Orléan, 1984
- Macroéconomie financière, 1995-2005
- La Monnaie souveraine, com André Orléan, Odile Jacob, 1998
- La Monnaie : entre violence et confiance, com André Orléan, Odile Jacob, 2002
- Dérives du capitalisme financier, 2004
- Désordres dans le capitalisme mondial, com Laurent Berrebi, Odile Jacob, 2007
- La Crise, 10 questions posées par Pierre Luc Séguillon, Michalon, 2008 (nova edição ampliada, 2010)
- Crise et rénovation de la finance, com Sandra Rigot, Odile Jacob, 2009
- Les Hedge funds, piliers ou fossoyeurs de la finance, Perrin, 2010
- Zone euro: éclatement ou fédération, 10 perguntas feitas por Richard Robert, Michalon, 2012
- La Voie chinoise, capitalisme et empire, com Guo Bai, Odile Jacob, 2012
- Un New Deal pour l'Europe, com Thomas Brand, Odile Jacob, 2013
- Le Dollar et le système monétaire international com Virginie Coudert, La Découverte, 2014
- Europe : sortir de la crise et inventer l'avenir, Michalon, 2014
- La Monnaie : Entre dettes et souveraineté, com Pepita Ould Ahmed et Jean-François Ponsot, Odile Jacob, 2016
- Capitalisme – Le temps des ruptures, Odile Jacob, nov. 2019
- Le futur de la monnaie, com Natacha Valla, Odile Jacob, 2021